# Diachlorus ferrugatus
Diachlorus ferrugatus is een vliegensoort uit de familie van de dazen (Tabanidae). De wetenschappelijke naam van de soort is voor het eerst geldig gepubliceerd in 1805 door Fabricius.